# Miedzioryt

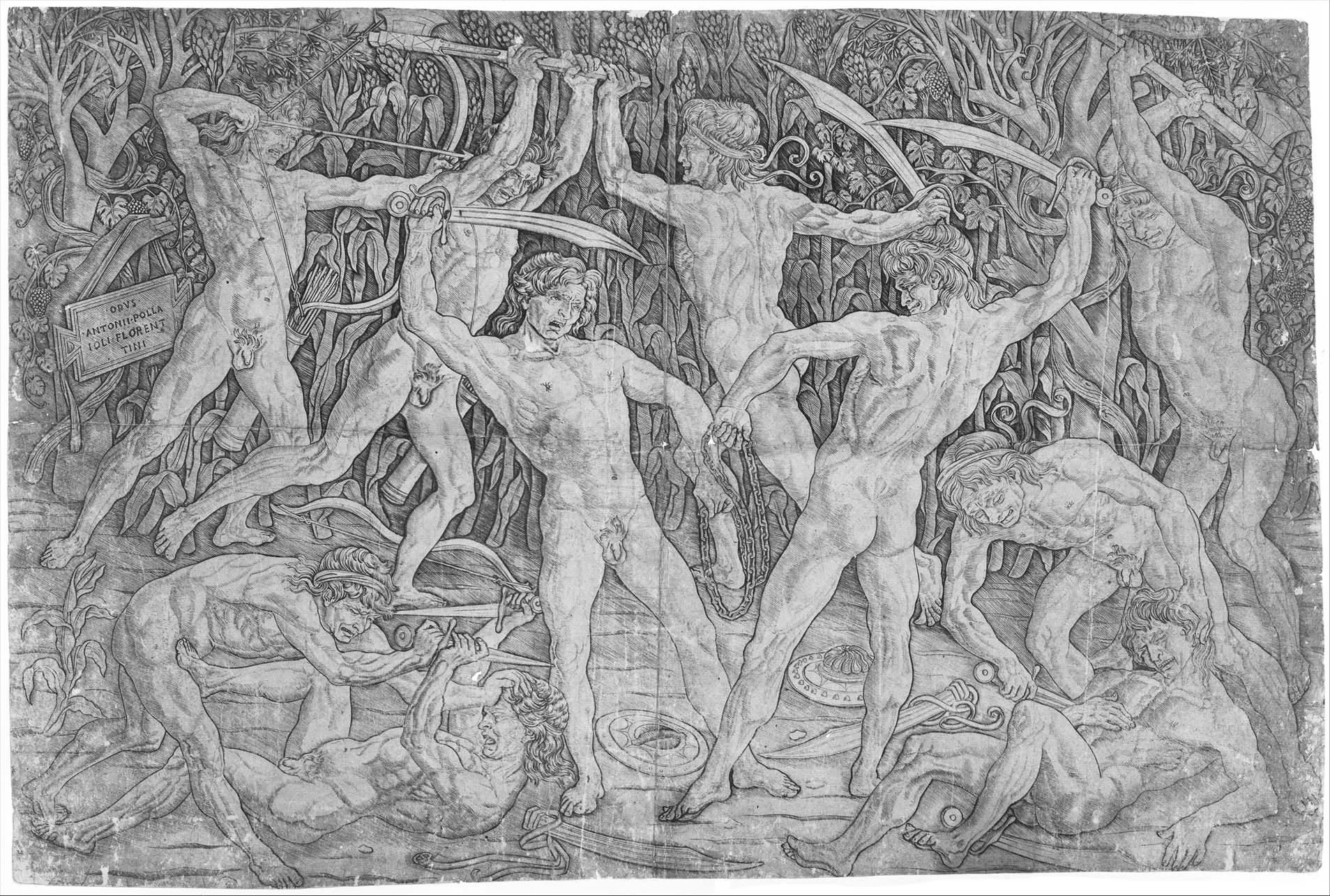
Antonio Pollaiuolo Bitwa nagich mężczyzn (1465)

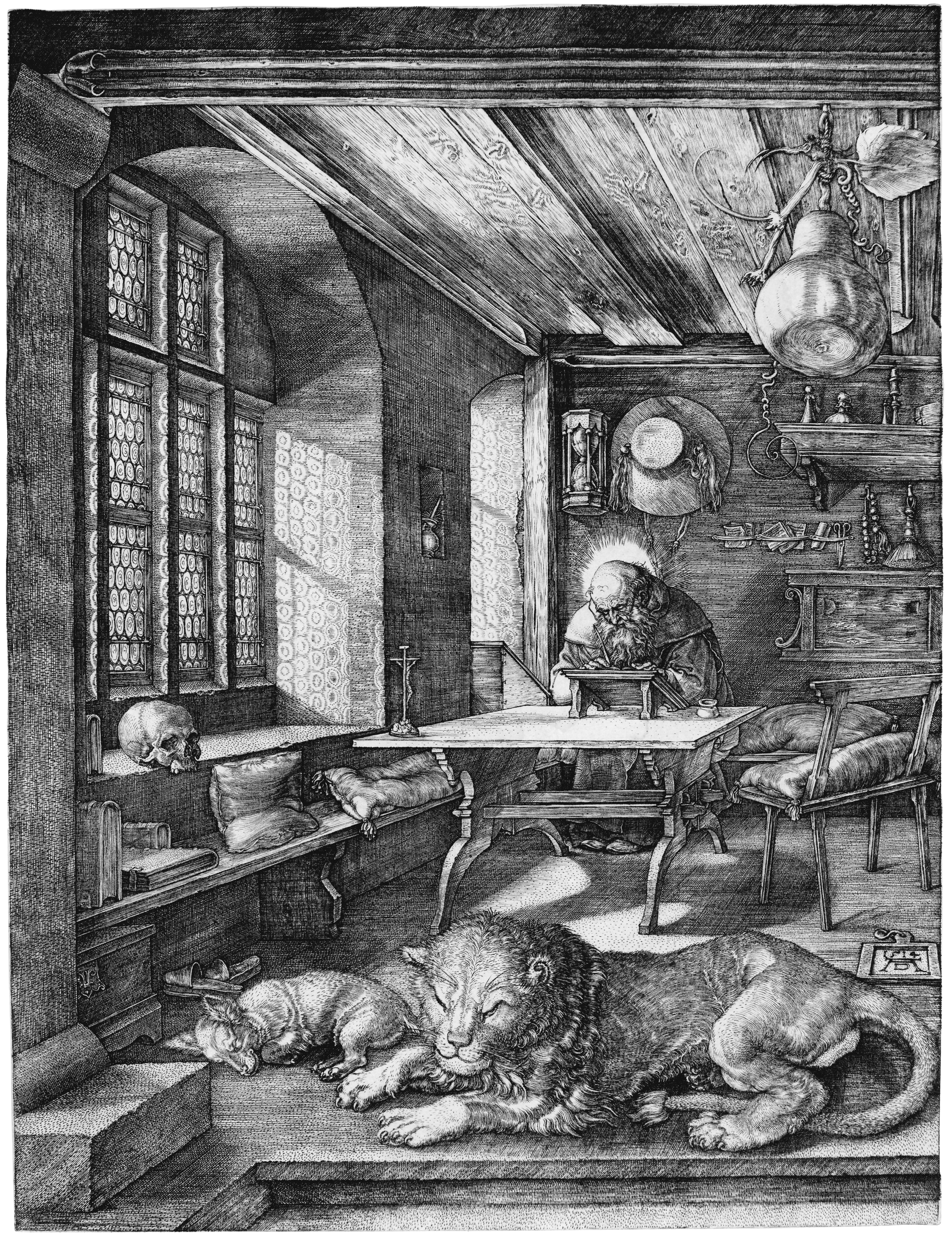
Albrecht Dürer Święty Hieronim w celi (1514)

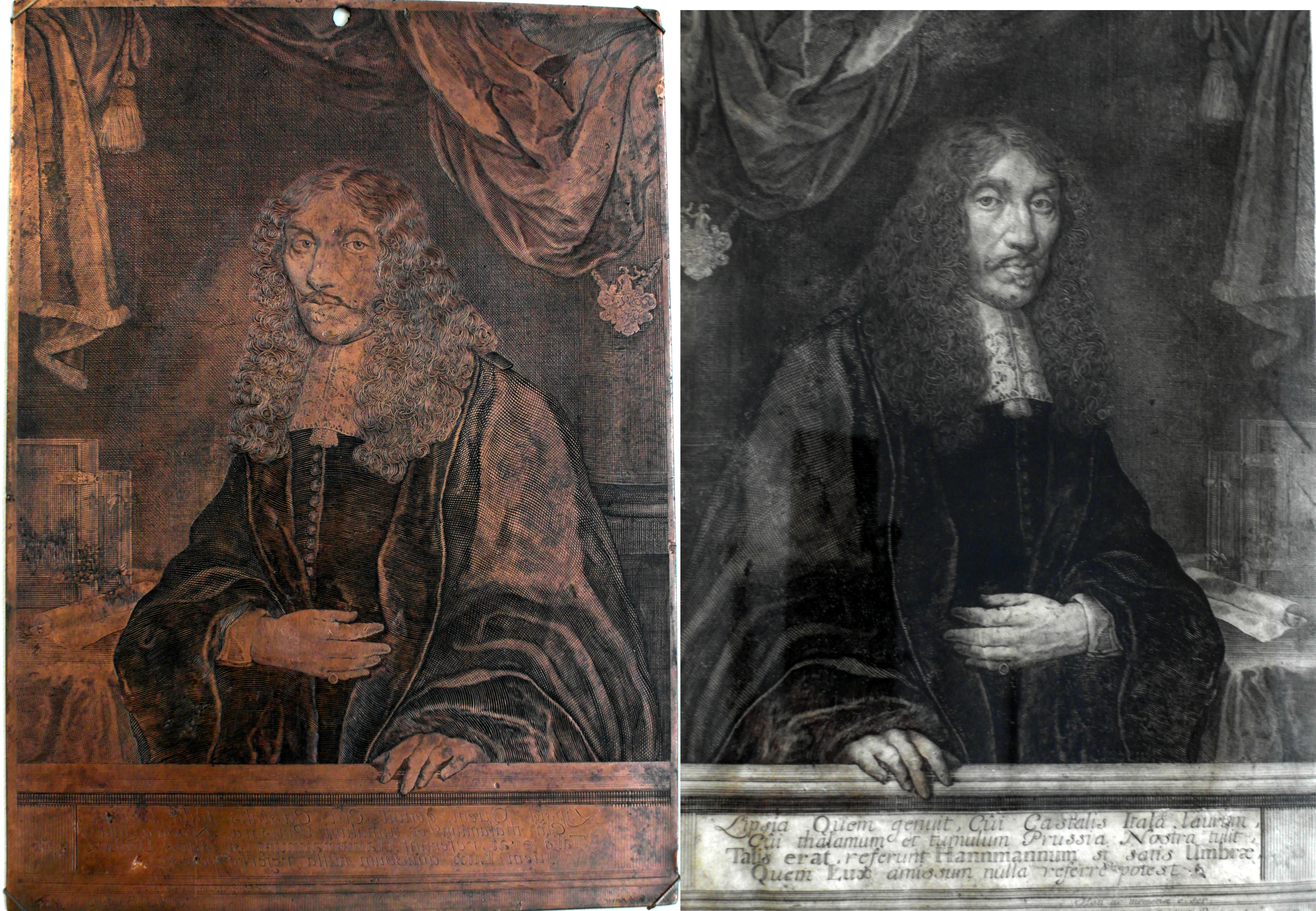
Płyta miedziorytnicza i odbitka ryciny przedstawiającej niemieckiego poetę Ambrosiusa Hannemanna (zm. w 1644 roku)

Miedzioryt (dawne nazwy: sztych, kopersztych, łac. cuprum „miedź”, niem. Kupferstich) – technika graficzna wklęsła, najstarsza technika graficzna na metalu, stosowana już w 1. połowie XV wieku. Wywodzi się prawdopodobnie z próbnych odbitek otrzymywanych przy stosowaniu złotniczej techniki niella. Tradycyjnie przypisuje się ten wynalazek florenckiemu złotnikowi Tommasowi Finiguerra.
Grafiki wykonane w technice miedziorytu oznaczane są symbolem C2.
Rysunek wykonuje się rylcem na wypolerowanej płycie miedzianej, z tym, że najpierw wycinane są ogólne kontury, później wypełniane modelunkiem. Płytę pokrywa się farbą, po czym usuwa się jej nadmiar tak, że farba pozostaje jedynie w wyżłobionych rowkach. Następnie rycinę odbija się na prasie. Odbitka z takiej matrycy charakteryzuje się cienką ostro zakończoną kreską i nazywana jest również miedziorytem. W XVI–XVIII w. ryciny miedziorytnicze pełniły funkcję ilustracji książkowej oraz planszy kartograficznej. Specjalnym rodzajem miedziorytu jest miedzioryt punktowany, który powstaje przez zastosowanie zamiast rylca, punc o jednym lub kilku ostrych końcach.

## Historia miedziorytu
Technika miedziorytu pojawiła się w 1. połowie XV wieku. Pierwszy datowany miedzioryt pochodzi z 1420 roku z Nadrenii. Największymi ośrodkami rozwoju tej techniki były w XV i XVI wieku Włochy, Niemcy i Niderlandy. We Włoszech tworzyli Antonio Pollaiuolo, Baccio Baldini, Cristofano Robetta (Florencja), Andrea Mantegna (Mantua), Marcantonio Raimondi (Rzym). Mistrzami miedziorytu w Niemczech byli Martin Schongauer i Albrecht Dürer, w Niderlandach natomiast Lucas van Leyden, Hendrik Goltzius, Cornelius Cort.
Innym ważnym ośrodkiem była XVII-wieczna Francja za panowania Ludwika XIV. Tworzyli tam Robert Nanteuil, Gerard Edelinck, Antoine Masson i Claude Mellan, który wykonywał swoje grafiki metodą taille simple (np. w miedziorycie Veraicon, w którym spiralna linia o zróżnicowanej grubości tworzy światłocień).